# Haroldo Klak
Haroldo 'Klak' Halfdansson (c. 785 - c. 852) foi rei na Jutlândia (e possivelmente em outras áreas da Dinamarca) em cerca de 812 - 814 e novamente de 819 a 827.

## Família
A identidade do pai de Harald é incerta. Teve pelo menos três irmãos: Anulo (m. 812), Reginfrido (m. 814) e Hemingo Halfdansson (m. 837). Uma entrada de 837 nos Anais Fuldenses chama Hemingo um filho de Haldano. Essa é a única mensão de seu pai numa fonte primária.